# 長角血蜱
長角血蜱（学名：Haemaphysalis longicornis）为硬蜱科血蜱屬下的一个种。其种加词“longicornis ”意为“长角的”。

## 分布
广泛分布在俄罗斯到东南亚、澳大利亚、新西兰等地。

## 形态
成虫体长约3毫米，吸血后成虫体长可达到约10毫米。

## 以長角血蜱为媒介的传染疾病
日本红斑热，Q（Query）热 （人兽共同感染症），重症热性血小板减少症候群， 以及犬类，牛类感染一种原虫病 （piroplasmia）的媒介等等。